# Вселенная DC
Вселенная DC (англ. DC Universe, DCU) — вымышленная вселенная, в которой происходит действие большинства историй в комиксах DC Comics. Супергерои DC, такие как Супермен, Бэтмен и Чудо-Женщина, а также суперзлодеи, такие как Лекс Лютор, Джокер и Дарксайд, живут и действуют в этой вселенной.
Термин «Мультивселенная Comics» (Мультиверс) относится к сбору всех вселенных в публикациях DC Comics. Внутри Мультиверса основная Вселенная DC фигурирует под разными названиями, но в последние годы чаще упоминается как «Prime Earth» (не путать с «Earth Prime») или «Земля 0».

## История

### Золотой век
Тот факт, что персонажи DC Comics сосуществуют в одном мире, был впервые установлен в № 3 All Star Comics (1940), где несколько супергероев (которые до этого момента действовали в отдельных историях серии) встретились друг с другом в группе, получившей название «Общество справедливости Америки». Впоследствии Общество справедливости было вновь введено в комиксы в качестве Лиги Справедливости Америки. Лига справедливости впервые поклонникам была представлена в комикс-буке «Храбрый и смелый». В то же время, в течение первых нескольких десятилетий большинство авторов комиксов National/DC продолжали писать, не обращая внимания на поддержание связи вселенных друг с другом.

### Серебряный век
В течение своей истории DC представила разные версии своих персонажей, иногда представляя их так, как если бы предыдущая версия не существовала, среди них такие как Флэш, Зелёный Фонарь и Человек-ястреб в конце 1950-х—начале 1960-х годов, с похожими полномочиями, но с разными именами и личными историями. Точно так же у них были такие персонажи, как Бэтмен, чьи ранние приключения, опубликованные в 1940-х годах, не всегда совпадали с историями, в которых супергерой участвовал ещё будучи молодым человеком в 1970-х годах. Чтобы объяснить это, DC Comics представила идею Мультиверса во Flash № 123 (1961), где Флэш «Серебряного века комиксов» встретил своего коллегу из «Золотого века». Это не только позволило «сосуществовать» конфликтующие истории, но и позволяло различным версиям персонажей встречаться и даже объединяться для борьбы с общими угрозами вселенным. Чтобы отличить истории и героев разных вселенных авторы стали использовать такие обозначения, как «Земля-Один», «Земля-Два» и так далее. В некоторых случаях, обозначения вселенных использовали сами персонажи. «Земля-Один» была основным миром этой эпохи.

### Кризис на Бесконечных Землях
На протяжении многих лет количество опубликованных изданий и объём накопленных прошлых историй увеличилось до такого размера, что стало почти невозможно поддерживать внутреннюю согласованность. Чтобы продолжать публиковать рассказы о своих самых популярных персонажах, стало необходимым поддерживать статус-кво. Несмотря на то, что ретконы использовались как способ объяснить кажущиеся несоответствия в написанных рассказах, редакторы DC Comics пришли к мнению о том, что преемственность нескольких земель слишком сложна для отслеживания и стали опасаться, что это станет препятствием для новых читателей. Чтобы решить эту проблему, в 1985 году они опубликовали кроссинговерный мини-сериал «Кризис на Бесконечных Землях», который объединил вселенные и персонажи, уменьшив Мультиверс до единой неназванной вселенной с одной историей.
Однако не все книги перезагрузились после кризиса. Например, в книге «Легион супергероев» действие происходило так, как будто предкризисная Земля-
1 всё ещё была их прошлым. Серия Zero Hour limited (1994) дала возможность пересмотреть временные рамки и переписать историю Вселенной DC. В результате, начиная с 1980-х годов почти раз в десятилетие Вселенная DC Universe серьёзный кризис, который позволяет любому количеству изменений от новых версий персонажей появляться в виде полной перезагрузки Вселенной, перезапуская номинально все персонажи в новую и модернизированную версию своей жизни.
Между тем, DC Comics публиковала и случайные истории под названием Elseworlds, которые часто представляли альтернативные версии персонажей. Так, в одной из историй Брюс Уэйн фигурировал как Зелёный Фонарь, в другой Супермен был обнаружен не Кентами, а семьей Уэйн из Готэм-Сити.
В 1999 году вышла серия The Kingdom, вновь представив вариант старой концепции Мультиверса под названием Hypertime, которая позволила вновь ввести альтернативные версии персонажей и миров. Весь процесс, возможно, был вдохновлён работой Алана Мура Supreme: Story of the Year (1997).
Кроссовер «Convergence (2015) официально отменил события кризиса после того, как герои этой серии вернулись вовремя, чтобы предотвратить крах Мультивселенной. Однако Брейниак сказал: «Каждый мир развился, но все они всё ещё существуют». Было подтверждено, что все предыдущие миры и временные рамки в настоящее время существуют, и что есть даже несколько мультиверсов, существующих в настоящее время, таких как Бесконечный мультиверс докризисного мира, Разрушенная земля и 52 мира до-The New 52.

### Бесконечный кризис
Событие Бесконечного кризиса (2005—2006) снова представляет Вселенную DC с новыми изменениями. Ограниченная серия «52» (2006—2007) установила, что в настоящее время существует новая мультивселенная, причём Земля-0 является основной землей.

### The New 52
Основная статья: The New 52
Перезагрузка Вселенной DC совпала с изданием серии The New 52, в ходе которой издатель отменил свои текущие названия и возобновил 52 новых книги, в том числе ряд новых книг, установленных в рамках пересмотренной непрерывности. Это следует за завершением сюжетной линии кроссформера Flashpoint, который обеспечил точку перехода для существующей непрерывности. Ряд изменений во Вселенной предназначались для того, чтобы сделать персонажей более современными и доступными, хотя объём изменений варьируется от персонажа к персонажу. Некоторые, как Бэтмен, имеют свои истории, оставленные в значительной степени неизменёнными, хотя и сжатыми, в то время как другим давались совершенно отличные от предыдущих истории и взгляды. DC Comics прекратил размещать логотип The New 52 в своих публикациях летом 2015 года, совпадая с событием юбилейного кроссовера Convergence.

### Возрождение
Основная статья: DC Rebirth
В феврале 2016 года DC Comics объявила о своей инициативе «Возрождение», которая в июне 2016 года начала широкомасштабную перезагрузку своей Вселенной. Начиная с 80-страничного ваншота, который был выпущен 25 мая 2016 года, Action Comics и Detective Comics вернулись к своей предыдущей нумерации (# 957 и # 934 соответственно), все книги были выпущены по цене 2,99 доллара США, несколько книг перешли на двухмесячный график выпуска, ряд существующих заголовков были перезапущены заново как # 1, также вышло нескольких новых названий. DC Comics использовала мини-серии Green Lantern: Rebirth и The Flash: Rebirth в качестве примеров основы для инициативы, который был описана как возрождение Вселенной DC. Инициатива «Возрождение» вновь представит концепции от пре-Flashpoint-преемственности, наследие, которое было потеряно вместе с The New 52 и построены «на всём, что было опубликовано после Action Comics № 1 и до The New 52».

### Вселенная DC
В октябре 2017 года DC Comics сообщили, что уберут бренд и логотип Rebirth со своих титулов в декабре 2017 года, выпустив все под одним зонтичным названием «DC Universe».